# ウィグ・ワム
ウィグ・ワム（Wig Wam）は、ノルウェー出身のグラム・メタル・バンド。

## 概要
2001年2月24日、正式結成。1980年代ロックの豊潤なサウンドとキャッチーな曲調を特徴としており、ノルウェー国内では老若男女問わず人気のあるバンドである。また、メンバーの奇抜な風貌のコスチュームも魅力の一つと言える。NRKで全国放送された2005年の「ユーロヴィジョン」予選でノルウェー代表として「In My Dreams」を披露して優勝。
2014年3月14日に本国にて正式に解散の発表をした。
2020年10月27日、フロンティアーズ・ミュージックSRLより再結成と新曲のMVが発表された。

## メンバー
- グラム（オーゲ・ステン・ニルセン） - ボーカル
- ティーニ（トロン・ホルテル） - ギター
- フラッシュ（バント・ヤンセン） - ベース
- スポーティー（オイステン・アンデセン） - ドラム

## ディスコグラフィ

### スタジオ・アルバム
- 『ハード・トゥ・ビー・ア・ロックンローラー…イン・トウキョウ』 - 667.. The Neighbour of the Beast / Hard to Be a Rock'n Roller (2004年)
- 『ウィグワマニア』 - Wig Wamania (2006年)
- 『ノン・ストップ・ロックンロール』 - Non Stop Rock'n Roll (2010年)
- 『ウォール・ストリート』 - Wall Street (2012年)
- 『ネヴァー・セイ・ダイ』 - Never Say Die (2021年)

### ライブ・アルバム
- 『ライヴ・イン・トウキョウ』 - Live in Tokyo (2007年)

### DVD
- 『ロックン・ロール・レヴォリューション2005』 - Rock 'N' Roll Revolution 2005 (2006年)
- 『メイド・イン・ジャパン』 - Made In Japan (2007年)